# John Langdon Down
John Langdon Down, někdy psáno též Langdon-Down (18. listopad 1828, Torpoint – 7. říjen 1896, Teddington) byl anglický lékař z Cornwallu (Cornwallané se někdy definují jako samostatná etnická skupina). Zkoumal psychicky a mentálně nemocné pacienty. Dnes je ceněn jako průkopník ergoterapie. Psal též studie o degeneraci dětí zplozených při incestu.
V obecném povědomí ovšem zůstal především proto, že jako první popsal Downův syndrom (1862) a syndrom byl po něm pojmenován. Navzdory tomu, že jeho popis byl součástí širší teorie duševních poruch založené na zvláštní rasové teorii (odtud například název „mongolismus“, občas ještě užívaný), ta však byla časem vědci opuštěna. Jeho etnická klasifikace lidí s mentálním postižením ho vedla k následujícímu tvrzení: mentálně postiženým jedincem může být například člen bílé rasy, ale z důvodu postižení vykazuje i rasové vlastnosti jiných etnik. Tím pádem poukazuje John Langdon Down na to, že definice rasových specifik nejsou stoprocentně neprůstřelné. Toto tvrzení používal jako protiargument zastánců černošského otroctví na jihu USA v dobách občanské války a snažil se podporovat koncepci jednoty lidstva.